# 小行星5517
小行星5517（英語：5517 Johnerogers）是一颗围绕太阳公转的小行星。1989年6月4日，埃莉諾·赫琳在帕洛马山发现了此天体。
这颗小行星的绝对星等为118.8716068126686等。